# Habenaria strictissima
Habenaria strictissima är en orkidéart som beskrevs av Heinrich Gustav Reichenbach. Habenaria strictissima ingår i släktet Habenaria och familjen orkidéer. Inga underarter finns listade i Catalogue of Life.